# 互联网审查

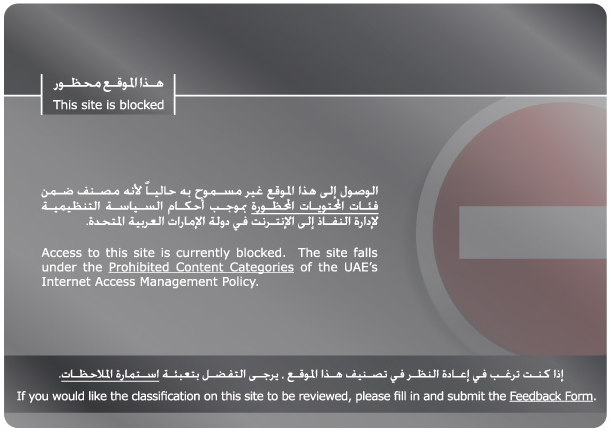
各国互联网审查的程度不尽相同。图为在阿聯酋境内访问被屏蔽网站时的提示界面。

互联网审查是指透過立法規管和官方倡議等手段，來控制或禁止人們於互联网上觀看、存取、發表的內容。人們亦會因為道德、宗教、商業理由，而進行自我審查，以迎合社會規範、恐嚇者的意願、相關法律法規。
互聯網審查的狀況因地而異，但互聯網審查的嚴苛程度在大多數國家都在上升。大多國家/地區因為過去言論自由的發展，一般不會去限制互聯網的表達，但其他國家/地區則會把有關審查套用到新聞和民眾之間的討論上。當權者亦可能會為了应对示威、騷亂、選舉，而實施互聯網審查。阿拉伯之春期間政府所實施的審查便是一例。特別是後真相時代，網路操控的言論足以影響選舉政治，使得過分開放的言論自由受到濫用，因此即使是公認為自由的政權，近年來都開始出現一定程度的互聯網審查。此外，互聯網審查的常見理由還包括侵犯版權、騷擾、诽谤、淫穢。
人們對於互聯網審查的態度存有分歧。根據《2012全球互联网用户调查报告》，71%受訪者認為「互聯網上應存有一定形式的審查」；83%認為「存取互聯網應視為基本人權」；86%認為「應確保互聯網上的表達自由」。在美國，由於《第一修正案》及言論自由的觀念深入民心和法律系統，故當地對於互聯網審查的態度在很大程度上也建基於此。全球網路指數的數據顯示，世界上至少有4亿人為了規避審查和增加私隱，而使用虛擬私人網路（VPN）。

## 概論
互聯網審查所面對的大多挑戰跟類近於線下審查。不過在互聯網上國界更顯得模糊不清，使得一些在某國受到審查的內容，可以在別國開設的伺服器上找到。因此若要實行互聯網審查，那麼就必須阻止網民存取有關資訊。這個特點使得審查者需要用到新的方法去進行審查，比如說網站封鎖和內容過濾。
隨著互聯網和審查技術發展，研究者看待互聯網審查的可行性及效果的方式亦會改變，比如：
- 《時代雜誌》於1993年發表了一篇文章，当中它引述了电子前哨基金会的共同創辦人约翰·吉尔莫（John Gilmore）的言論：「网络把审查制度解释为破坏，并绕过它」[6]。
- 2007年11月，「互聯網之父」文頓·瑟夫表示，政府對於控制互聯網無能為力，因為网络差不多全是私人擁有的[7]。
- 哈佛大学伯克曼互联网与社会研究中心於2007年進行了一項研究，有關報告於2009年發表，當中表示：「我們有信心突破网络审查工具的開發者将在大多数情况下領先於政府審查」，但「……我們相信少於2%受到過濾影響的用戶會使用突破审查工具」[8]。
- 牛津大學互聯網研究所（英语：Oxford Internet Institute）的研究者於2011年經联合国教育、科学及文化组织發表了一份報告，當中總結道：「……於互聯網及網絡上進行資訊控制的可行性頗高，因此，科技的進步並不能擴闊言論自由」[5]。

現時已有各種不同的互联网审查手段——從相對靜態的黑名單到實時動態地檢驗交換的資訊。黑名單需經過人手設定或過濾器自動生成，才能夠正式應用。而且屏蔽軟件客戶以外的人一般無法設定之。資訊封鎖和過濾的實施層面亦有不同——有全國統一實施的，也有按著地方政策實施的。除此之外，一些機構亦會自行實施互聯網審查，相關例子有圖書館、大學、网吧。資訊封鎖和過濾的程度還可能因互聯網服務提供商而異。一些地區會常態性地進行互聯網審查，把眾多敏感資訊過濾掉；除此之外，它們及其他不常態性地進行互聯網審查的地區可能會在敏感時期加強審查互聯網。在某些情况下，審查者可能會誤導公眾有關網站是因其他原因而不能存取的，比如在其打算存取有關網站時，返回一個虛假的訊息說「網頁不存在」。
除非審查者控制了所有連接互聯網的電子設備，否則他們亦難以/無法徹底審查所有資訊。因為從根本角度來看，互聯網是一門去中心化的技術。符合第一個條件的國家有朝鲜民主主义人民共和国和古巴。偽名和像自由网般的數據港能夠保障網站內容不被審查和作者的匿名性，從而確保言論自由。有著一定電腦技術的用戶往往可以找到存取封鎖內容的方法。不過，當官方機構能夠運用大量資源去建立和維護一個審查系統時（比如說中国大陸的官方審查系統），大多數網絡用戶還是難以獲得被封鎖的敏感信息。

## 手段

### 技術性審查
現時已有各種不同的技術性手段去阻止公眾存取審查者不欲其得到的資源，它們各有著不同的成效和副作用。

#### 黑名單
進行審查的實體一般會根據以下事物作審查：關鍵字、域名、IP地址。審查者會按著從不同渠道獲得的資訊，來建構黑名單。在一些情況下，部分人/組織會向法院提供審查目標。此外亦有由政府部門主動發掘目標的例子（比如中国大陸和伊朗）。
霍夫曼（Hoffmann）舉出了各種用於封鎖特定網站或網頁的技術：域名伺服器快取投毒、封鎖特定IP地址、分析與封鎖URL地址、检查过滤封包、連接重設。

#### 控制層面
審查者可在不同的層面上實施互聯網審查：
- 互聯網骨幹（英语：Internet backbone）：比如連去其他國家（自治系统）的互联网交换中心（IXP）、海底電纜、卫星互聯網存取點、光纖網絡。在骨幹上進行審查是相對較為困難的，因為其流量十分龐大，需要用到運算速度較佳的設備才足以應付有關要求。除此之外，只在國內傳輸的內容不能透過這個方法應付。
- 互联网服务供应商（ISP）：包括自願或強制安裝互聯網監控及封鎖設備。英國的ISP可自願安裝有關設備，俄羅斯的ISP則需要按政府要求強制安裝之。
- 个别机构會根據自身政策實施互联网存取控制，不過也有公共或教育機構因應政府要求，而實施有關控制。
- 個人裝置：製造商或銷售商可能需按着法律要求，為裝置安裝審查軟件。
- 應用服務提供者：它們可能需按着相关法规，移除部分内容。外國互聯網企業可能需為某些國家的使用者進行更為嚴格的內容審查
- 证书颁发机构可能須為網站颁发由政府控制的X.509证书，使得中间人能夠監控經過TLS加密的連線。
- 整合大量內容的內容傳遞網路可能成为审查者的目標。

#### 方法
在技術上，審查者可用到以下方法審查互聯網內容：
- 网际协议（IP）地址封鎖：拒絕存取特定IP地址。若目標網站寄存於共享伺服器，所有存放在這個伺服器的網站皆會被封鎖。它會影響所有建基於IP的協定，比如HTTP、FTP、POP。典型的突破方法就是找一台能夠存取目標的代理服务器，不過代理服务器有機會岀現壅塞或被封鎖的情況。像維基百科般的網站會對代理服务器使用者實施一定限制。像Google般的大型網站有著多個用於突破審查的IP地址，不過封鎖名單可能會於後來把有關地址涵蓋在內。此一方法可配合地理封鎖使用。
- 域名系统（DNS）過濾與重定向：使得DNS不能夠解析被封鎖的域名，或透過DNS劫持等手段使其返回錯誤的IP地址。這會影響所有建基於IP的協定。典型的突破方法就是設定一些可正確解析的域名系统，不過DNS同樣是審查者封鎖的目標，他們較有可能對其進行IP地址封鎖。除此之外，若目標IP地址沒有受到封鎖的話，用戶亦可透過繞過DNS來突破之，比如修改Hosts文件、直接把IP輸入至网页浏览器的網址列上。
- URL地址過濾：不論URL所指定的域名為何，過濾器皆會掃描用戶上傳的URL字符。這會影響HTTP協定。突破方法有：在URL上使用百分号编码、使用像VPN和TLS/SSL般的加密協定。
- 封包過濾：若過濾器偵測到一定次數的敏感字眼，便會強制終止正在傳輸中的TCP封包。這會影響所有建基於TCP的協定，不過搜索结果页更有可能受到此一方法的影響。這可用到像VPN和般TLS/SSL的加密連接突破。除此之外，也可透過減小TCP/IP栈的MTU/MSS來突破，這可縮減每個封包的文本總量。
- 連接重置: 若然過濾器封鎖了先前的TCP連接，那麼在稍後一段特定時間內，通訊兩方的裝置將不能連接對方。其他用戶的通訊也可能因需要路由到封鎖地點而失敗。這可透過忽略從防火牆回傳過來的重置封包突破[13]。
- 斷網：較為簡單的互聯網審查方法就是切斷所有的路由器，這可透過操作軟件或硬件來實行。突破者可用到衛星網絡來突破之[14]。
- 门户网站審查和移除搜尋結果：包括网络搜索引擎在内，主流门户网站可能會在其列表中移除一些它們通常會涵蓋的網站，使得不知道如何尋找該些網站的用戶較難存取之。這樣做的效果類似於對有關網站進行審查。有的操作的主要考量點在於當地法規，也有的出自網站的自身考量。比如说Google.de和Google.fr按著當地法律要求，移除了跟新納粹主義有關的內容[15]。
- 電腦網絡攻擊：阻斷服務攻擊等手段可產生跟其他封鎖方法類近的效果，使得用戶在一段時間內不能夠存取特定網站或網絡服務。攻擊者可能會在选举前或其他敏感时期使用此一方法。他們的身份較有可能是非国家行为者[16]。

#### 過度封鎖和封鎖不全
技術性審查常會出現過度封鎖或封鎖不全的情況，因為有關技術往往都不能夠做到只封鎖目標內容，而不波及其他非審查目標。其中一個例子就是在封鎖一台寄存眾多網站的伺服器的IP位址時，其他不相干的網站也會受到波及。

#### 商业性過濾軟件

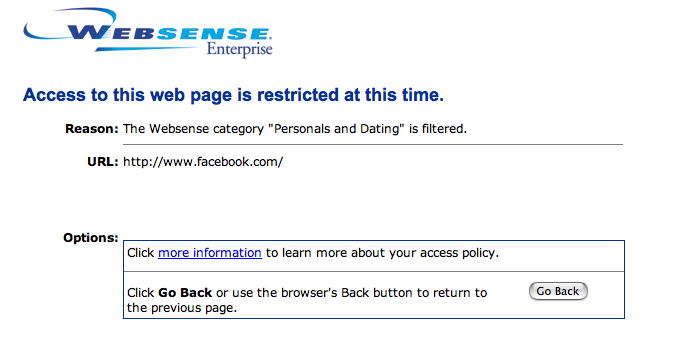
一幅截於一間組織的截圖。圖中可見Websense以Facebook是「個人與約會」網站為由封鎖之

多倫多大學政治科學系教授兼开放网络促进会共同創辦人罗纳德·迪伯特和史丹佛大學的訪問學者叶夫根尼·莫尔佐夫（Evgeny Morzov）皆寫道，美国、芬兰、法国、德国、英国、加拿大、南非的企業皆使線上內容過濾變得复杂成熟。不少人和企業會利用互聯網保安公司製造的内容控制软件，去保護自身、家人、員工，不過對於政府而言，它們卻能夠達至過濾敏感內容之效。
比如說迈克菲於2008年收購的知名過濾軟件SmartFilter。某些國家會利用它去審查敏感內容，相關例子有突尼西亞、沙特阿拉伯、苏丹、阿拉伯联合酋长国、科威特共和国、巴林、伊朗、阿曼，以至英美兩國。缅甸和也门則使用由Websense開發的過濾軟件。加拿大開發的商业性過濾軟件Netsweeper已被卡塔尔、阿拉伯联合酋长国、也门使用。加拿大組織公民實驗室（CitizenLab）表示，土耳其和埃及有在使用Sandvine和Procera開發的產品。
2013年3月12日，無國界記者發表的《互聯網監控特别報告》（Special report on Internet Surveillance）列出了五間「互联网的公司敵人」：布爾電腦（法國）、步立康系統、FinSpy（英德兩國）、Hacking Team（意大利）、Trovicor（德國）。這些公司皆把自身的產品賣給政府，讓其能夠侵犯人民的權利和資訊自由。無國界記者於當時表示列表未能盡錄所有「敵人」，且他們會在下個月擴充之。
在2011年5月提起的美国诉讼中，思科系统被指透過建立防火牆（金盾工程），幫助北京政府进行互联网审查、監控持不同政見者。思科表示它從來沒為北京政府做事。思科亦被指幫助北京政府監控缉拿法轮功學員。
不少過濾軟件可設定成按着類別和子類別封鎖網站。以Websense為例，其能夠設定的封鎖類別和子類別有「人工流產」（支持胎兒生命權、支持婦女選擇權），「成人資訊」（成人內容、内衣和泳衣、裸體、性、性教育）、「藥物」（濫用樂物、大麻、处方药、補充品和不受規管的化合物）、「宗教」（非传统宗教、民俗宗教、传统宗教）。有關分類會導致錯封的情況出現。开放网络促进会指出，突尼斯当局於2007年因安全運算公司錯把Dailymotion歸類為「色情」網站，而把它封掉。在安全運算公司纠正错误后，Dailymotion於當地逐漸解封。
像全球网络倡议、电子前哨基金会、國際特赦組織、美國公民自由聯盟般的組織已成功遊說一些供應商修改自身軟件、承諾拒絕再跟專制政府做生意、去教育把過濾軟件設定得過於嚴格的學校。但人們往往難以向商業過濾軟件公司追責。而且很多供應商認為封鎖內容列表是它們寶貴的知識財產，不能輕易分享給外人，就算分享也只能分享給服務購買者。故此封鎖的明細可能只有供應商在一手掌控。

### 非技術性審查
互聯網上的內容亦可透過傳統的審查方式進行審查，比如：
- 當地法律法規可能禁止某些內容，並可能會要求發佈人或刊載平台移除涉事內容。
- 接到正式或非正式要求的出版者、發佈者、ISP可能會移除、更改涉事內容，甚至阻止或阻礙用戶存取之。
- 出版者和發佈者可能會收受賄賂，以使他們加入或移除目標資訊，或使資訊偏袒賄賂方的觀點。
- 出版者、發佈者、ISP可能會成為拘留起诉、罚款监禁的對象。
- 出版者、發佈者、ISP可能會成為民事诉讼的對象。
- 沒收或破壞涉事者的裝置。
- 出版者和ISP可能被迫停業，其牌照也有機會被扣留或吊銷。
- 抵制涉事出版者、發佈者、ISP。
- 出版者、發佈者及其家屬可能會成為威胁、攻击、殴打、谋杀的受害人[31]。
- 出版者、發佈者及其家屬可能會面临失业，甚至真的因此而失业。
- 在沒有向公眾申報利益的情況下，以撰寫持有特定立場的文章來換取報酬[32][33]。
- 審查者可能會自辦網絡平台，以操控輿論[32]。
- 人們可能因許可政策嚴格或費用高昂而難以存取互聯網。
- 人們可能因欠缺必要設施（不論故意與否）而難以存取互聯網。
- 搜尋引擎可能依照政府要求或自身政策，審查某些搜尋關鍵字，令某些結果無法為用戶所尋獲[34]。

### 網絡服務提供者的自我審查

#### 以內容具爭議性為由封鎖用戶
去平台化是互聯網審查的一種形式，當中具有一定言論和表達自由的網絡服務，會打壓和刪除具有爭議性的用戶和言論。银行和金融服务机构也可能會拒絕向有爭議的活動家或組織提供服務。
2018年8月，法律系教授格伦·雷诺兹於《华尔街日报》上形容2018年為「去平台化之年」。雷诺兹表示，在2018年「互联网巨头们决定对一些他们不喜欢的人和想法进行抨击。當你依賴别人的平台去表达一些不受欢迎的想法時，那麼風險就會自動找上門。右派相對較受此一情況的影響」。2018年8月6日，包括YouTube和Facebook在內的幾個大型網上平台，一同決定永久封禁跟保守派脱口秀主持人亚历克斯·琼斯有關的所有帐號和媒体，因為他在發表「仇恨言論」和「美化暴力」。雷诺兹還舉出了兩位著名的去平台化目標——加文·麦金尼斯和丹尼斯·普拉格，兩位皆因政治觀點而被去平台化。他表示：「左派的極端主義者和有爭議性人物相對較不受去平台化影響」。

#### 有關移除內容的官方聲明
大多主流網站營運者保留了移除或事先掃描內容、暫時或永久封鎖用戶的權利。它們有的會列出移除內容的理由，有的則不會列出。不少服務條款使用了像「自行决定」、「无需事先通知」、「……等原因」 般的字句。
- Facebook：Facebook的社群守則寫道：「您使用我們產品進行的活動或分享的內容，不得有下列情事：違反本條款、《社群守則》和適用於您 Facebook 使用行為的其他條款和政策。違法、誤導、歧視或詐騙。侵犯或違反他人的權利，包含智慧財產權。」「若內容違反這些規定，我們有權將其移除或限制存取該內容的權限。」 [37]
- Google：Google於2020年3月31日的服務條款寫道：「移除內容……如果我們有合理理由相信您的任何內容 (1) 違反這些條款、特定服務的附加條款或政策、(2) 違反適用法律，或者 (3) 可能危害使用者、第三方或 Google，我們保留權利根據適用法律移除部分或所有該等內容。 例子包括兒童色情、促使人口販賣或騷擾行為的內容，以及侵犯他人知識產權權利的內容。」[38]
  - Google搜索：Google的網站管理員工具幫助頁寫道：「如果 Google 認定有義務依法這麼做，或網站不符合 Google 的品質指南，或出於其他原因 (例如，如果網站讓使用者難以找到相關資訊)，則 Google 會從其索引和搜尋結果中暫時或永久移除這些網站。」[39]
- Twitter：Twitter的服務條款寫道：「我们保留在任何时候（但没有义务）删除或拒绝散布服务上的任何内容，以及封鎖用户或收回用户名的权利……我们保留在不事先通知的情况下自行决定删除涉嫌侵犯[版权]内容的权利。」[40]
- YouTube：YouTube的服務條款寫道：「若我們有理由相信任何內容違反本協議或可能對 YouTube、YouTube 的使用者或第三方造成損害，我們可酌情決定移除或移走該內容。」[41]

- 維基百科：任何使用者皆可更改或刪除維基百科內的內容，以提升內容質量。用戶皆可討論或查核所有的更改。維基百科的刪除方針表示，一篇條目可以整條被刪除。只要用戶認為有關內容不合乎百科全書目標，即可提報至當日的存廢討論頁面。在經過討論和達成理應刪除的共識後，管理員將會刪除有關內容。管理員亦可以快速刪除「明顯不適合維基百科的頁面或檔案」，以「省去存廢討論的時間」。[42]
- 雅虎：雅虎的服務條款寫道：「我們得刪除並拒絕顯示違反本條款或適用法律或法規的內容，但這並不代表我們會監控本服務，或審查或篩檢任何內容。只要使用或取覽本服務，即代表你了解並同意你可能會接觸到冒犯的、不雅或令人反感或不妥當的內容。」[43]

## 突破互聯網审查
突破互聯網审查是指精通一定技術的互聯網用戶透過各種方法繞過互聯網過濾，繼而存取被審查的互聯網內容的過程。對於審查者而言，突破互聯網审查是一項需要長期面對的問題，因為封鎖和過濾有關內容只是「治標不治本」——有關內容依然沒有從互聯網上消失。故此只要還有一個開放給公眾存取有關內容的系統，那麼受到審查的互聯網內容依然可以被存取。不過一些不精通電腦技術的人可能不懂怎樣才能突破互聯網审查，故此對於大部分用戶而言，封鎖和過濾仍是有效的审查手段。
繞過互聯網审查的技術和資源有代理服务器、虛擬私人網路、球鞋網路、黑暗网站、各種突破审查工具。每個方法有著不同的連接速度、易用性、安全性。不過它們大多都會連接到不受有關過濾影響的網絡。全球網絡指數的數據顯示，世界上至少有4億人為了規避審查和增加私隱，而使用虛擬私人網絡。 主流的審查突破技術並不適合以長期維持同一設定的方式使用。
有關技術的使用者需面對一些風險。在一些国家，某人一旦存取受到管制的内容，即屬違法。有關行為一旦被發現，違者將會面臨各種不同的懲罰，比如驱逐出境、入狱、不能夠再存取網絡。
2011年6月，《紐約時報》的報導稱美国正在「努力部署『影子』互联网和手機系統，使得持不同政见者可以利用这些系统，突破……專制政府的审查，協助他們顛覆政權」。
突破互聯網审查的另一個方法就是親身前往沒有受到審查的地區。2017年，一群IT從業員為了規避喀麥隆的互聯網审查，而在喀麥隆境外的一條村莊建立「互联网难民营」。
区块链DNS这門新兴技术亦在挑戰互聯網基建的中心化模式。其設計目的在於使DNS更去中心化和透明化。通俗地说，区块链是一本會記錄網絡各方所發生的事件的公共账本。比特币使得区块链的概念得以普及，不過區塊鏈除了用於加密貨幣外還有其他用途。区块链域名完全是域名所有者的资产，只能由所有者透过私钥控制。

### HTTPS趨向普及
與HTTP相比，在网络搜索上使用HTTPS能夠増加被封鎖或重點監控的網站的可接達性。截至2017年，包括Facebook、Google、推特在內的眾多社交網站已經會把用戶自動重定向到HTTPS版本。當網站開始應用HTTPS时，審查者只能有兩個選項可以選擇——不對其進行審查或封鎖整個網站。在埃及被封锁的网站在一段時間曾透過Medium等平台发布内容，因为「审查者」很难針對特定內容進行封锁。在使用Medium后，许多用户能够在监控较严密的国家存取有關內容。不過一些地區乾脆封鎖整個網站，使得他們不能夠存取網站內數以百萬計的貼文。《砂拉越报告》的一篇文章在被轉至Medium後，便成為了審查目標之一。在Medium拒絕應要求刪除有關貼文後，馬來西亞通訊及多媒體委員會封锁了該篇文章。
由於TLS握手的ClientHello訊息沒有經過加密，網站單憑HTTPS無法避免整個網域遭封鎖。ECHO擴展可延伸至HTTPS，並加密整個ClientHello訊息。不過有關協議需要用戶端和伺服器端同時支持才可使用。

## 审查目標
互聯網審查的動機或理由主要可分為以下三類：政治與權力、社會規範與道德、跟安全有關的顧慮。除此之外，捍衛經濟利益亦為互聯網審查的動機。部分網絡工具和應用能夠分享跟上述動機有關的資訊，故此它們可能成為過濾和封鎖的目標。儘管審查的範圍因國家地區而異，但與只提供英語等國際語言的網站相比，提供在地語言版本的網站於當地受到封鎖的機會高約一倍。

### 政治與權力
大部分专制政權皆會審查任何反對執政政府的聲音。一些国家會選擇封锁跟宗教和少数群体有关的网站，這往往是因為執政者認為它們在威胁自身的政权。
有關例子包括：
- 政治博客與網站[56]
- 冒犯君主的网站；内容有损君主或国家尊严，挑戰当局權威的网站
- 擁有法轮功或海外藏人背景的網站（中國大陸）；有關佛教、高臺教、高山部落原住民的網站（越南）
- 意圖引導和製造網絡輿論的网络评论员[57]
- 俄罗斯网络评论员
- 旨在使穆斯林改信基督教的网站[10]
- 批評政府或當局的網站[58][59]
- 評論反對黨的網站[58]
- 指控當局貪污的網站[58]
- 評論少數群體或LGBT議題的網站[58]

### 社會規範
社會過濾（Social filtering）指的是過濾与社会规范相悖的內容。在廣大民眾支持下，很多國家皆會以保護兒童作理由進行審查，並管制兒童色情製品。
有關例子包括：
- 藉由仇恨言論，鼓吹种族主义[60][61]、性別歧視、恐同思想的網站
- 鼓勵人們濫藥的网站[62]
- 跟性、情色、色情、恋物、性交易有關的網站
- 跟兒童色情製品和恋童有關的網站
- 賭博網站
- 煽动或鼓勵人們從事暴力行為的網站[58]
- 鼓勵人們從事非法行為的網站[58]
- 共产主义象徵和意象（波兰、立陶宛、乌克兰、拉脫維亞、摩尔多瓦、匈牙利、马来西亚）
- 跟纳粹主义有關的網站，相關情況於法國和德國尤其明顯[63]
- 含有褻瀆宗教内容的网站[58][64]
- 含有诽谤中伤内容的网站[58]
- 含有政治諷刺內容的網站[58]
- 跟社會問題和網上抗議、請願、運動有關的網站[58]

### 跟安全有關的顧慮
很多機構會把過濾視作深度防護策略的一部分，以保障其设备免受恶意软件侵害及維護機構聲譽（比如阻止別人利用機構網絡去作性騷擾）。
廣大民眾一般支持對提倡極端主義、叛亂、恐怖主義的網站實施互聯網過濾，以保障國家安全。
有關例子包括：
- 韓國封锁亲朝鮮网站[66]
- 印度封锁挑起国内冲突的网站[10]
- 中東某些國家會封鎖穆斯林兄弟會的网站
- 封鎖維基解密[67]
- 封鎖跟匿名者有關的網站（比如4chan）[68]
- 封鎖跟恐怖主義有關的網站[69][70]
- 2017年12月28日，伊朗马什哈德、拉什特、库姆、加兹温等多个城市爆发大規模示威，部分城市发生防暴警察与示威群众的冲突[71]。伊朗最高国家安全委员会决定，出于安全考虑，暂时限制使用即时通信手机应用软件Telegram和图片分享软件Instagram[72]。

### 捍衛經濟利益和版權
有時，封鎖某些互聯網服務的動機出自於捍衛既得利益者的經濟利益，比如说封鎖VoIP，以此維護电信業界的利益。这些服务會使得电信公司流失一定客户；其中一些电信公司享有根深蒂固的垄断地位，另一些則由政府贊助或控制。
反著作权活動家克里斯蒂安·恩斯特伦、里卡德·法尔克温格、奥斯卡·施瓦茨皆指責，版權遊說組織以禁止兒童色情製品之名，遊說政客們立法封鎖盜版分享網站。
有關例子包括：
- 對等檔案分享網站（比如海盜灣）
- Skype
- 在沒有得到版權持有人許可的情況下，出售或分享其音樂作品的網站（比如allofmp3）

### 網絡工具
不少進行互聯網審查的國家和地區會封鎖某些網絡工具，以免用戶藉其存取和分享敏感资料。
有關例子包括：
- 多媒体分享网站（比如Flickr和YouTube[75]）
- 社交網路（比如Facebook和Instagram）
- 翻译网站和工具
- 電子郵件提供者
- 網頁寄存服務
- 網誌寄存服務（比如Blogspot和Medium）
- 微博网站（比如推特和新浪微博）[76]
- 維基百科
- 跟突破网络审查有關的網站
  - 匿名代理
  - 鏡像網站
- 像Bing和Google般的网络搜索引擎[77][78][79]——有關情況於中國大陸和古巴尤其明顯[80]

### 個人信息
欧盟內部已就「被遺忘權」這一個概念進行過探討，並付諸實行。2014年5月，欧洲法院在Google诉González案中裁定Google敗訴。該案由一名西班牙男子發起，他要求Google刪除一條連結，其指向《先鋒報》的一篇1998年文章。當中內容有關他在拍賣會上拍賣法拍屋。在拍賣會後他的債務經已還清。他最初嘗試向西班牙數據保護局提出有關要求，但當局以資料合法準確為由拒絕之，不過其把有關投訴轉交給Google，問它可不可以移除有關結果。Google於是在西班牙提出起诉，及後这項起诉被转交到欧洲法院處理。法院在Costeja案中裁定，搜尋引擎要对其指向的内容负责。因此，Google必須遵守欧盟的数据隐私法。它于2014年5月30日开始履行判決結果，當天便已收到了12,000宗要求從結果中刪除個人資料的申請。
《查禁目錄》表示，此一判決「允许某人在没有法律监督的情况下，就他不喜欢的信息向搜索引擎進行投诉……虽然这项裁决是针对個人的，但它卻为任何想粉饰个人历史的人打开了一道大门……法院的判决無疑是一項倒退，它误解了搜索引擎和互联网的角色及责任。它应让每一个相信言论自由及資訊自由的欧盟人感到寒心」。

## 對抗能力
不同的因素會影響用戶能否對抗互聯網審查。如果用户意識到所接收的資訊受到操縱，那麼其便會有著較佳的對抗能力。相關意識會促使用戶尋找突破互联网审查的方法，並改變自身的價值觀。此外，這種意識也驅使一些公民發掘被隱瞞的資訊。而缺乏意識的人則往往只會接收經過操縱的資訊。
除此之外，對抗互聯網審查的重要因素還有需求與能力——對被審查的內容的需求，以及有沒能力付出突破审查的成本。与政治内容相比，娱乐内容較能對抗互聯網審查。教育程度高、技術力高、社交圈子廣泛而又多元的用户較能對抗互聯網審查。

## 世界各地的互联网审查
| 大規模而廣泛的互聯網審查 中等規模的互聯網審查 對特定議題存有小規模的互聯網審查 | 很少或沒有互联网审查 沒有數據/分類 |

| 大規模而廣泛的互聯網審查 中等規模的互聯網審查 對特定議題存有小規模的互聯網審查 | 很少或沒有互联网审查 沒有數據/分類 |

隨著愈來愈多人利用互聯網進行各種重要活動，線上審查的普及性和成熟度亦相應增加。互联网审查的動機、範圍、有效性因地區而異。會進行強制性互聯網審查的國家主要分佈在世界上三個區域——东亚、中亚、中東/北非。
其他地區也會實行一定程度的互聯網審查。在美国，一些置於圖書館和K-12學校的電腦裝置會實行官方主導的互聯網過濾。在法德兩國，政府會封鎖跟纳粹主义或犹太人大屠杀否定论有關的內容。很多地區皆有封鎖兒童色情製品和仇恨言論。事实上，很多有着言論自由和新闻自由傳統的民主國家皆會在廣大民眾的支持下，實施一定程度的互聯網審查。
中國大陸的互聯網審查是世界上數一數二嚴密的。當地政府封鎖了探討达赖喇嘛、六四事件、法轮功的網站，乃至眾多一般網站。此外亦要求互联网搜尋公司和国家媒体對任何被視為「敏感」的議題進行审查。它還會封鎖像Facebook、Twitter、YouTube般的海外網站。根據一項於2014年發表的研究，中國大陸的互聯網審查主要是用於防止「不友好」媒體煽動國內網民情緒。社交平台會將领导人、毒品、色情信息等視為關鍵字，網民搜索這些詞不會得到結果。
一些國際組織明確反對互聯網審查，比如「互聯網審查受到了世界貿易組織的公開挑戰，因為它限制了線上服務的貿易」。

### 國際關注
一般而言，某個國家所制定的法律只適用於在該國營運的服務，不會影響其他國家的線上服務，不過這點在國際判例中從來沒有明確地指出。而不同地区在言論自由上各有着不同的界線，故此一些人憂慮某些地区會影響其他地区的民眾在互聯網上發表的言論。
比如說儘管Google於2019年9月在欧洲法院上勝訴，使得被遺忘權只適用於歐盟國家，但同一間法院亦於2019年10月裁定Facebook一旦確定發出誹謗性貼文的是澳洲人，並收到來自世上任何一處地方的刪除請求，即須刪除有關貼文。根據澳洲法律，誹謗是違法的。這宗判決創造了一個先例，使得審查制度較為嚴密的國家於日後可能可以管制整個互聯網，並限制其他國家的言論自由。

### 關閉互聯網
某些國家的政府曾試圖關閉該個國家所有或大部分的互聯網連接。
2011年埃及革命期間，當地政府實施了一場「前所未有」的互聯網封鎖。在1月27日约22:10-22:35（UTC）期間，當局關閉了大約3500條使用了边界网关协议（BGP），並路由去埃及的網絡路徑。但是這次封鎖並沒有切斷主要的洲際光纖連接，網際網路監控機構Renesys於1月27日表示：「跨越埃及的歐亞光纖主連接似乎沒有受到影響」。
缅甸（2007）、利比亚（2011）、叙利亚（叙利亚内战期間）皆實施過全面封鎖互聯網。
2017年12月31日，因刚果民主共和国总统约瑟夫·卡比拉（Joseph Kabila）拒不卸任，刚果民众举行示威游行，遭到刚果安全部队镇压，造成7人在首都金沙萨死亡，1人在中部城市卡南加死亡，另有十余人被捕。刚果政府就此下令，因“国家安全原因”在全国范围内无限期关闭互联网。
2019年6月3日，苏丹為了應對尋求文官統治的示威活動，而切斷了差不多所有的互聯網連接，7月9日復網。2019年埃塞俄比亞未遂政變之後的一個星期內，當地切斷了差不多所有的互聯網連接。在2019年茅利塔尼亞總統選舉結果引發爭議後，當地切斷了差不多所有的互聯網連接，一週後解封。2019年，其他實施了全國斷網的國家有辛巴威、加蓬、刚果民主共和国、贝宁、马拉维、哈萨克斯坦。
印度在发生騷亂和安全憂患時，很多時候便會直接局部斷網。一些國家會以局部斷網應付考試作弊，比如伊拉克、 埃塞俄比亚、印度、阿尔及利亚、乌兹别克斯坦。
2019年11月16日，伊朗當局為了應付油價上升所觸發的示威，而切斷了所有互聯網連接，23日解封。
2022年1月5日，哈萨克斯坦政府为了应付2022年哈萨克斯坦抗议,切断了哈萨克斯坦全境的互联网连接与电话通信。

### 不同組織的分類與看法

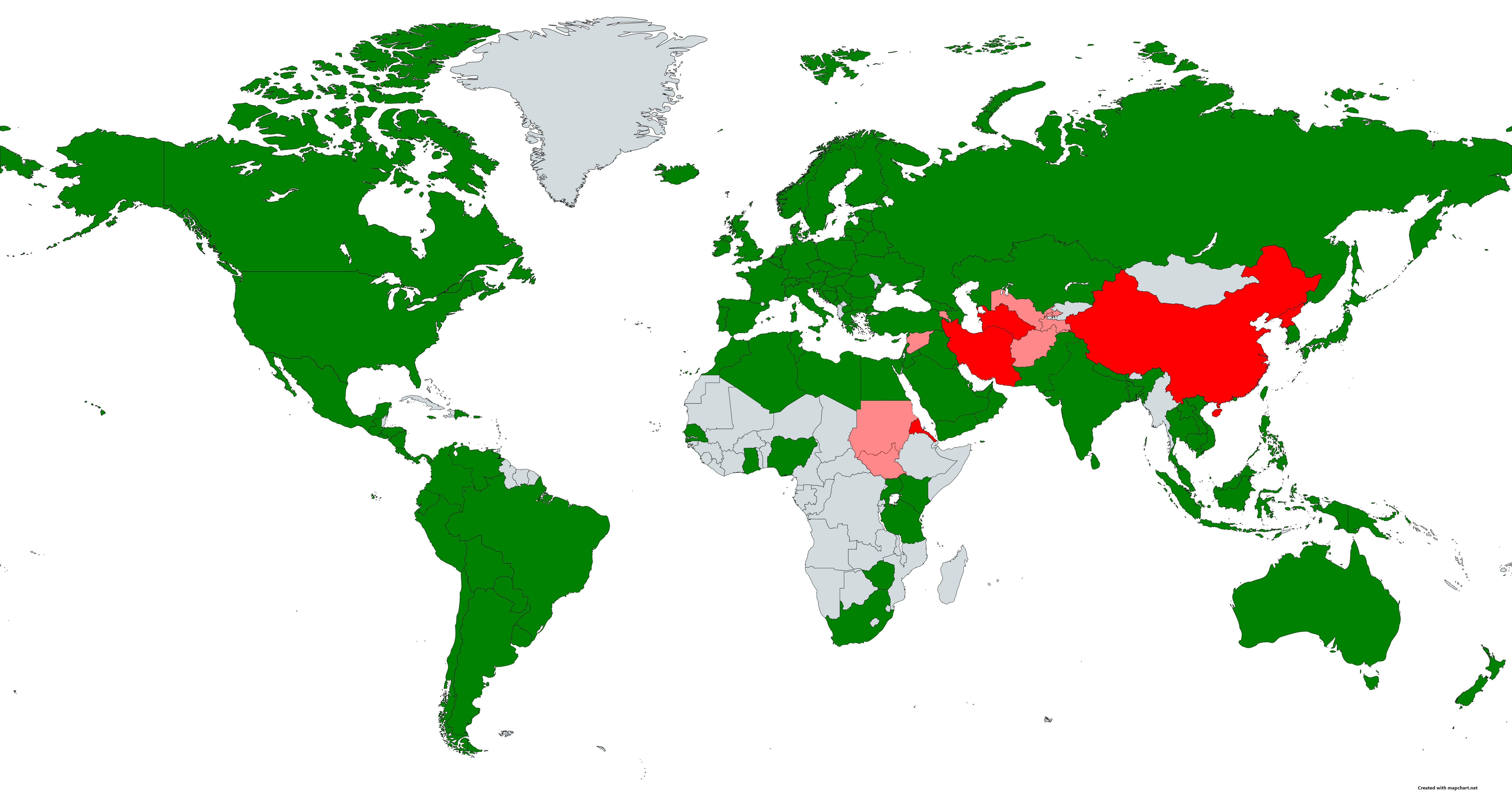
一幅有關世界各地封鎖YouTube情況的地圖
已有YouTube本地版本
無本地版本但可正常使用
目前封鎖
曾經封鎖

| 已有YouTube本地版本 無本地版本但可正常使用 | 目前封鎖 曾經封鎖 |

#### 开放网络促进会報告
开放网络促进会自2010年以來便不斷記錄超過40個國家的政府過濾互聯網的情況。它把26個國家（2007）和25個國家（2009）的過濾水平分為政治、社會、安全三個領域。他們發現在41個國家當中，7個基本沒有進行內容過濾的證據（埃及、法國、德國、印度、英國、美国）；1個國家的審查範圍廣泛地涵蓋了三個領域（中國大陸）；13個國家的審查範圍廣泛涵蓋一個或以上的領域；34個國家會就至少一個領域進行審查。10個國家在2007和2009年的報告中皆有涵蓋，其中1個在此期間放寬了審查限制（巴基斯坦）；5個加強了限制（阿塞拜疆、白俄罗斯、哈萨克斯坦、韩国、乌兹别克斯坦）；4個的審查狀況不變（中國大陸、伊朗、缅甸、塔吉克斯坦）。

#### 《网上自由》報告
自由之家的《网上自由》（Freedom on the Net）報告分析了世界各地的互聯網自由狀況，並量化其程度。報告中包含了政治和表達自由、地理位置、經濟發展水平各異的國家。該項調查會詢問一系列的問題，以此量度各地的互聯網和數位自由狀況，以及其他電子通訊手段的存取狀況和開放度。报告結果分為三大範疇：存取受阻、内容限制、侵犯用户权利。最後整合以上三個範疇，以此計算出各地的總分（0分為最差，100分為最好），並按著總分把各地分類為：「不自由」（0-30分）、「部分自由」（31-60分）、「自由」（61-100分）。
自由之家自2009年起開始出版《网上自由》，至今已推出了9份年度報告。它並沒有就2010年的情況推出報告。
|          | 2009[116] | 2011[117] | 2012[118] | 2013[119] | 2014[120] | 2015[121] | 2016[122] | 2017[123] | 2018[88]  |
| -------- | --------- | --------- | --------- | --------- | --------- | --------- | --------- | --------- | --------- |
| 國家數量 | 15        | 37        | 47        | 60        | 65        | 65        | 65        | 65        | 65        |
| 自由     | 4（27%）  | 8 （22%） | 14（30%） | 17（29%） | 19（29%） | 18（28%） | 17（26%） | 16（25%） | 15（23%） |
| 部分自由 | 7（47%）  | 18（49%） | 20（43%） | 29（48%） | 31（48%） | 28（43%） | 28（43%） | 28（43%） | 30（46%） |
| 不自由   | 4（27%）  | 11（30%） | 13（28%） | 14（23%） | 15（23%） | 19（29%） | 20（31%） | 21（32%） | 20（31%） |
| 改善     | n/a       | 5（33%）  | 11（31%） | 12（26%） | 12（18%） | 15（23%） | 34（52%） | 32（49%） | 19（29%） |
| 惡化     | n/a       | 9（60%）  | 17（47%） | 28（60%） | 36（55%） | 32（49%） | 14（22%） | 13（20%） | 26（40%） |
| 沒有變化 | n/a       | 1 （7%）  | 8（22%）  | 7（15%）  | 17（26%） | 18（28%） | 17（26%） | 20（31%） | 20（31%） |
2014年的年度報告涵蓋了65個國家，並表示跟去年相比，當中36個出現互聯網自由收窄的情況，當中惡化情況最明顯的國家有俄罗斯、土耳其、乌克兰。該份報告指出，少數國家在相關狀況上出現改善的原因，並非在於政府刻意提高互聯網自由度，而是在於它們實施現有措施的力度變少。印度在2013年為了平定騷亂而實施了較為嚴密的互聯網審查，之後於2014年解除，結果其評分顯著上升。巴西也取得了显著进步，因為該國的立法者通過了《巴西互聯網公民權法案》，當中加強了網絡中立性和網民的私隱保護。

#### 無國界記者
2006年，一個致力於推動新闻自由的非政府组织無國界記者發佈了一份列表，於當中列出了「互聯網敵人」。該組織認定一個國家屬於「互聯網敵人」的理由並不只在於它們「审查网上新闻和资讯」，还在於它們幾乎都在「系统性地压迫互联网用户」。次年它加上了一份有關「對互聯網進行監視」的國家/地區列表。
| 目前的互聯網敵人： - 巴林：2012年至今 - 白俄羅斯：2006年至2008年、2012年至今 - 中华人民共和国：2008年至今 - 古巴：2006年至今 - 衣索比亞：2014年至今 - 印度：2014年至今 - 伊朗：2006年至今 - ：2006年至今 - 巴基斯坦：2014年至今，2020年11月巴基斯坦总理更是授予巴基斯坦电信管理局删除和屏蔽对政府不利的內容的權力 - 俄羅斯：2014年至今 - 沙烏地阿拉伯：2006年至今 - 苏丹：2014年至今 - 叙利亚：2006年至今 - ：2006年至今 - 阿联酋：2014年至今 - 英国：2014年至今 - 美国：2014年至今 - ：2006年至今 - 越南：2006年至今 過去的互聯網敵人： - 埃及：2006年至2010年（現在置於對互聯網進行監視的國家/地區列表中） - 緬甸：2006年至2013年 - 突尼西亞：2006年至2010年（現在置於對互聯網進行監視的國家/地區列表中） | 目前對互聯網進行監控的國家/地區： - ：2009年至今 - 埃及：2011年至今 - ：2008年至2009年、2011年至今 - 法國：2011年至今 - ：2008年至今 - 马来西亚：2008年至2009年, 2011年至今 - ：2009年至今 - 斯里蘭卡：2008年至2009年, 2011年至今 - 泰國：2008年至今 - 突尼西亞：2011年至今 - 土耳其：2010年至今 - 挪威：2020年至今（只有跨越挪威边境的元數據会受到監控） 過去對互聯網進行監控的國家/地區： - 巴林：2008年至2009年、2011年（目前的互聯網敵人） - 白俄羅斯：2009年至2011年（目前的互聯網敵人） - 印度：2008年至2013年（目前的互聯網敵人） - 约旦：2008年 - 利比亞：2008年、2011年 - 俄羅斯：2010年至2013年（目前的互聯網敵人） - ：2008年 - 阿联酋：2008年至2013年（目前的互聯網敵人） - 委內瑞拉：2011年 - 葉門：2008年至2009年 |

2006年初版的互聯網敵人列表列出了13個國家/地區。在2006年至2012年期間，其先降到10個，再增加至12個。它在2013年没有更新。2014年的列表則開始把互聯網監控和審查兩者一起考慮，使之增加到19個。2014年以後它就沒有再更新。
2008年初版的「對互聯網進行監控的國家/地區」列出了10個國家/地區。在2006年至2012年期間，其先增加至16個，再降到11個。2020年則於列表中新增了挪威，使之加到12個。

##### 《互聯網監控特别報告》
2013年3月12日，无国界记者推出了《互聯網監控特别報告》（Special report on Internet Surveillance），當中包含了兩個新列表：
- 「互聯網的国家敵人」：列出了政府对新闻工作者進行積極且帶有侵入性質的監控，致使資訊自由和人權受到嚴重侵犯的國家。
- 「互聯網的公司敵人」：列出了把自身的產品賣給政府，讓其能夠侵犯人權和資訊自由的公司。

无国界记者於2013年3月列出了五個「互聯網的国家敵人」：巴林、中华人民共和国、伊朗、叙利亚、越南。
它同時列出了五間「互聯網的公司敵人」：布爾電腦（法國）、步立康系統、FinSpy（英德兩國）、Hacking Team（意大利）、Trovicor（德國）。